# Editura Historia
Historia este o editură din România, înființată în anul 2005.

## Istoric
În august 2009 a fost preluată, împreună cu revista Historia, de trustul de presă Adevărul Holding
de la foștii proprietari - Ion Cristoiu și Vlad Pufu.
Până în august 2009, casa de editură Historia a tipărit peste 50 de titluri în zeci de mii de exemplare, sub egida sa apărând autori precum Mao Tzedun, Franco, Regina Maria a României, Alexandre Dumas, Balzac, Victor Hugo, Ion Cristoiu, Octavian Paler și Dan Berindei.